# MS Narew
MS Narew – polski masowiec z serii statków zbudowanych dla Polskiej Żeglugi Morskiej w chińskiej stoczni Sanfu w Taizhou. Jest to drugi z serii ośmiu jednostek o nazwach polskich rzek budowanych w tej stoczni, których odbiór zaplanowano na lata 2011-2012. W 2023 pływał pod banderą Antigi i Barbudy.
Statek został zwodowany 1 sierpnia 2011 roku i jest to druga po MS Regalica jednostka dla PŻM zwodowana w tej stoczni w tym roku. Po zwodowaniu statek został odholowany na nabrzeże wyposażeniowe i ma być gotowy do 10 października 2011. 

## Dane jednostki
Podstawowe dane jednostki:
- nośność: 17060 DWT
- długość: 150 m
- szerokość: 23 m
- zanurzenie: 8,5 m

Statek posiada trzy własne dźwigi. Na statku przewidziano załogę liczącą 18 oficerów i marynarzy.